# Kamory Doumbia
Pour les articles homonymes, voir Doumbia.
Kamory Doumbia, né le 18 février 2003 à Bamako au Mali, est un footballeur international malien qui évolue au poste de milieu offensif au Stade brestois 29.

## Biographie

### En club
Né à Bamako au Mali, Kamory Doumbia est formé par la JMG Academy (en) avant de rejoindre la France pour s'engager en faveur du Stade de Reims le 9 juillet 2021, où il intègre dans un premier temps l'équipe réserve.
Il joue son premier match en professionnel avec Reims le 19 décembre 2021, lors d'une rencontre de coupe de France face à l'ÉF Reims Sainte-Anne. Il est titularisé et son équipe s'impose par un but à zéro. Le 14 mai 2022, pour sa première titularisation en Ligue 1, face à l'AS Saint-Étienne, Doumbia se fait remarquer en inscrivant son premier but en professionnel. Il participe ainsi à la victoire de son équipe par deux buts à un,.
Le 1er septembre 2023, Kamory Doumbia rejoint le Stade brestois 29 sous la forme d'un prêt d'une saison.
Il marque son premier but pour Brest le 26 novembre 2023 contre le Montpellier HSC, en championnat. Entré en jeu à la place de Romain Del Castillo, il participe à la victoire de son équipe par trois buts à un. Le 20 décembre 2023, contre le FC Lorient, il devient le deuxième joueur à inscrire un quadruplé en première période d'un match de Ligue 1 après Edinson Cavani en septembre 2016 avec Paris contre Caen.
Fin août 2024, Kamory Doumbia est définitivement transféré au Stade brestois avec lequel il signe un contrat de cinq ans, soit jusqu'en juin 2029.

### En équipe nationale
En mai 2022, Kamory Doumbia est convoqué pour la première fois avec l'équipe nationale du Mali. Le 23 septembre 2022, il honore sa première sélection en étant titularisé face à la Zambie. Il se distingue ce jour-là en délivrant une passe décisive sur le but vainqueur de son équipe de El Bilal Touré (1-0 score final). Le 2 janvier 2024, il est retenu dans la liste des vingt-sept joueurs maliens sélectionnés par Éric Chelle pour disputer la Coupe d'Afrique des nations 2023.

### Statistiques
| Saison                | Club                     | Championnat           | Championnat | Championnat | Championnat | Coupe(s) nationale(s) | Coupe(s) nationale(s) | Coupe(s) nationale(s) | Compétition(s) continentale(s) | Compétition(s) continentale(s) | Compétition(s) continentale(s) | Compétition(s) continentale(s) | Total | Total | Total |
| Saison                | Club                     | Division              | M.          | B.          | P.d.        | M.                    | B.                    | P.d.                  | Comp.                          | M.                             | B.                             | P.d.                           | M.    | B.    | P.d.  |
| 2021-2022             | Stade de Reims           | Ligue 1               | 8           | 2           | 1           | 2                     | 0                     | 0                     | -                              | -                              | -                              | -                              | 10    | 2     | 1     |
| 2022-2023             | Stade de Reims           | Ligue 1               | 26          | 2           | 2           | 3                     | 0                     | 1                     | -                              | -                              | -                              | -                              | 29    | 2     | 3     |
| Sous-total            | Sous-total               | Sous-total            | 34          | 4           | 3           | 5                     | 0                     | 1                     | -                              | -                              | -                              | -                              | 39    | 4     | 4     |
| 2023-2024             | Stade brestois 29 (prêt) | Ligue 1               | 25          | 6           | 5           | 1                     | 0                     | 0                     | -                              | -                              | -                              | -                              | 26    | 6     | 5     |
| 2024-2025             | Stade brestois 29        | Ligue 1               | 30          | 3           | 2           | 4                     | 0                     | 0                     | C1                             | 10                             | 0                              | 0                              | 44    | 3     | 2     |
| 2025-2026             | Stade brestois 29        | Ligue 1               | 1           | 2           | 0           | -                     | -                     | -                     | -                              | -                              | -                              | -                              | 1     | 2     | 0     |
| Sous-total            | Sous-total               | Sous-total            | 56          | 11          | 7           | 5                     | 0                     | 0                     | -                              | 10                             | 0                              | 0                              | 71    | 11    | 7     |
| Total sur la carrière | Total sur la carrière    | Total sur la carrière | 90          | 15          | 10          | 10                    | 0                     | 1                     | -                              | 10                             | 0                              | 0                              | 110   | 15    | 11    |

### En sélection nationale
| Saison                | Sélection             | Phases finales        | Phases finales | Phases finales | Phases finales | Éliminatoires | Éliminatoires | Éliminatoires | Matchs amicaux | Matchs amicaux | Matchs amicaux | Total | Total | Total |
| Saison                | Sélection             | Compétition           | M              | B              | Pd             | M             | B             | Pd            | M              | B              | Pd             | M     | B     | Pd    |
| --------------------- | --------------------- | --------------------- | -------------- | -------------- | -------------- | ------------- | ------------- | ------------- | -------------- | -------------- | -------------- | ----- | ----- | ----- |
| 2022-2023             | Mali                  | -                     | -              | -              | -              | 2             | 1             | 0             | 1              | 0              | 1              | 3     | 1     | 1     |
| 2023-2024             | Mali                  | CAN 2023              | 5              | 0              | 2              | 5             | 5             | 0             | 6              | 2              | 0              | 16    | 7     | 2     |
| 2024-2025             | Mali                  | -                     | -              | -              | -              | 4             | 4             | 1             | -              | -              | -              | 4     | 4     | 1     |
| Total sur la carrière | Total sur la carrière | Total sur la carrière | 5              | 0              | 2              | 11            | 10            | 1             | 8              | 2              | 1              | 24    | 12    | 4     |

## Distinctions individuelles
- Plus beau but de Ligue 1 de la saison 2023-2024 aux Trophées UNFP du football 2024 (contre le FC Lorient à la 17e journée)[13]